# 紀ノ川駅
紀ノ川駅（きのかわえき）は、和歌山県和歌山市にある、南海電気鉄道の駅。駅番号はNK44。

## 利用可能な鉄道路線
- 南海電気鉄道
  - 南海本線
  - 加太線

加太線は線路名称上の始発駅であるが、運転系統上は隣の和歌山市駅が起点となっている。
日中の当駅 - 和歌山市駅間は本線普通車に加え、加太線列車も走行するため、上下線とも毎時6本（本線普通車4本・加太線普通車2本）設定されている。

## 歴史

### 年表
- 1898年（明治31年）10月22日：南海鉄道の尾崎 - 和歌山北口間延伸時に、当駅の前身たる和歌山北口駅が開業。
- 1903年（明治36年）3月21日：紀ノ川橋梁開通により南海鉄道が和歌山市駅まで延伸。同時に和歌山北口駅が廃止され、代わって現在の紀ノ川駅が開業。
- 1944年（昭和19年）
  - 6月1日：会社合併により近畿日本鉄道の駅となる。
  - 10月1日：紀ノ川駅 - 東松江駅間（当時松江線）開業。
- 1947年（昭和22年）6月1日：路線譲渡により南海電気鉄道の駅となる。
- 1950年（昭和25年）7月25日：松江線の旅客営業が開始され、加太線の列車が乗り入れるようになる。
- 2012年（平成24年）4月1日：駅ナンバリングが導入され、使用を開始[1][2]。

### 鉄道唱歌
鉄道唱歌第5集（関西・参宮・南海篇）（1900年（明治33年）作詞）55番の歌詞にて、南海本線の和歌山側ターミナルとして和歌山北口駅が登場する。
北口いでて走りゆく 南海線の道すがら 窓に親しむ朝風の 深日はこゝよ夢のまに

## 駅構造

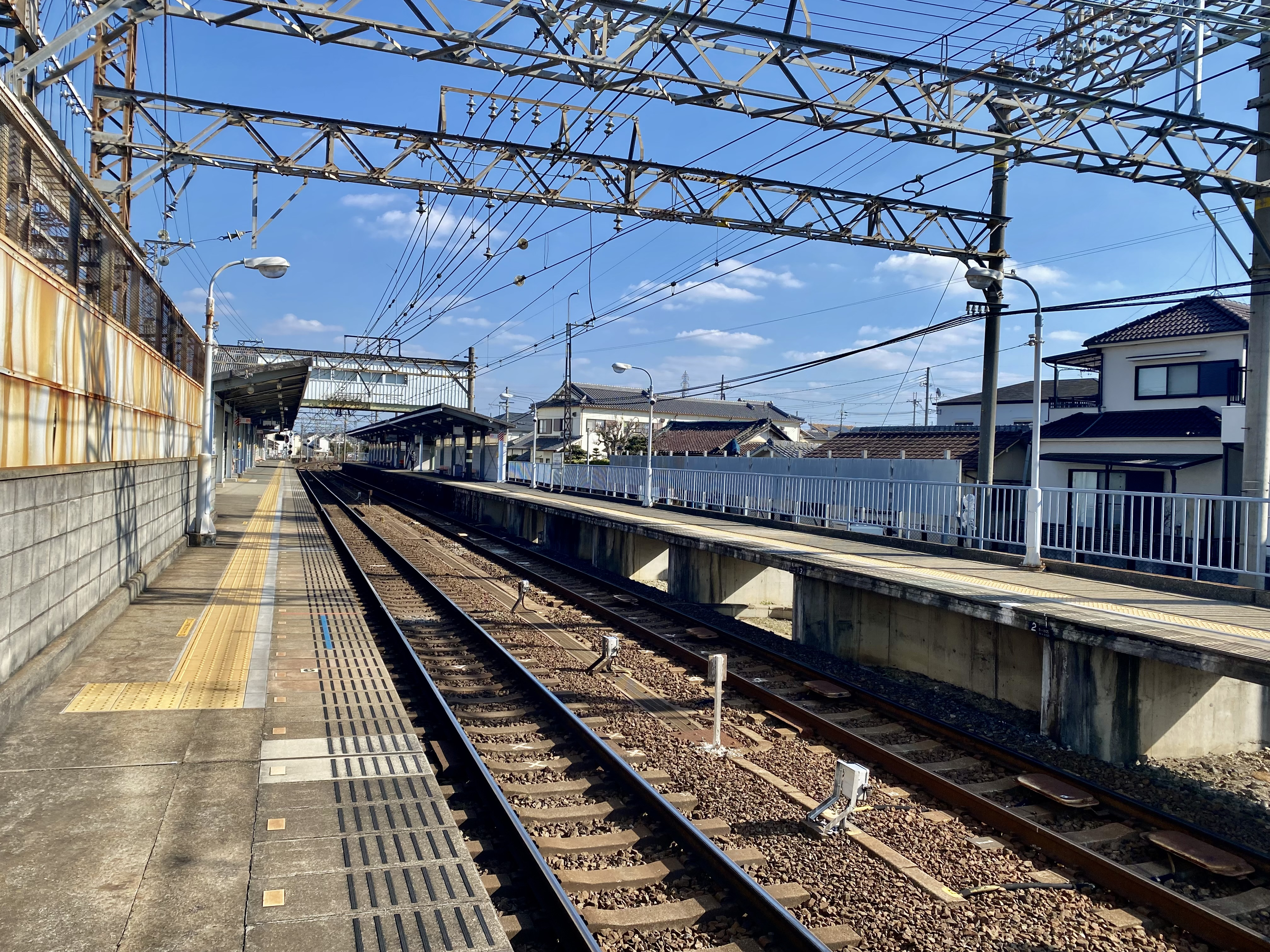
ホーム

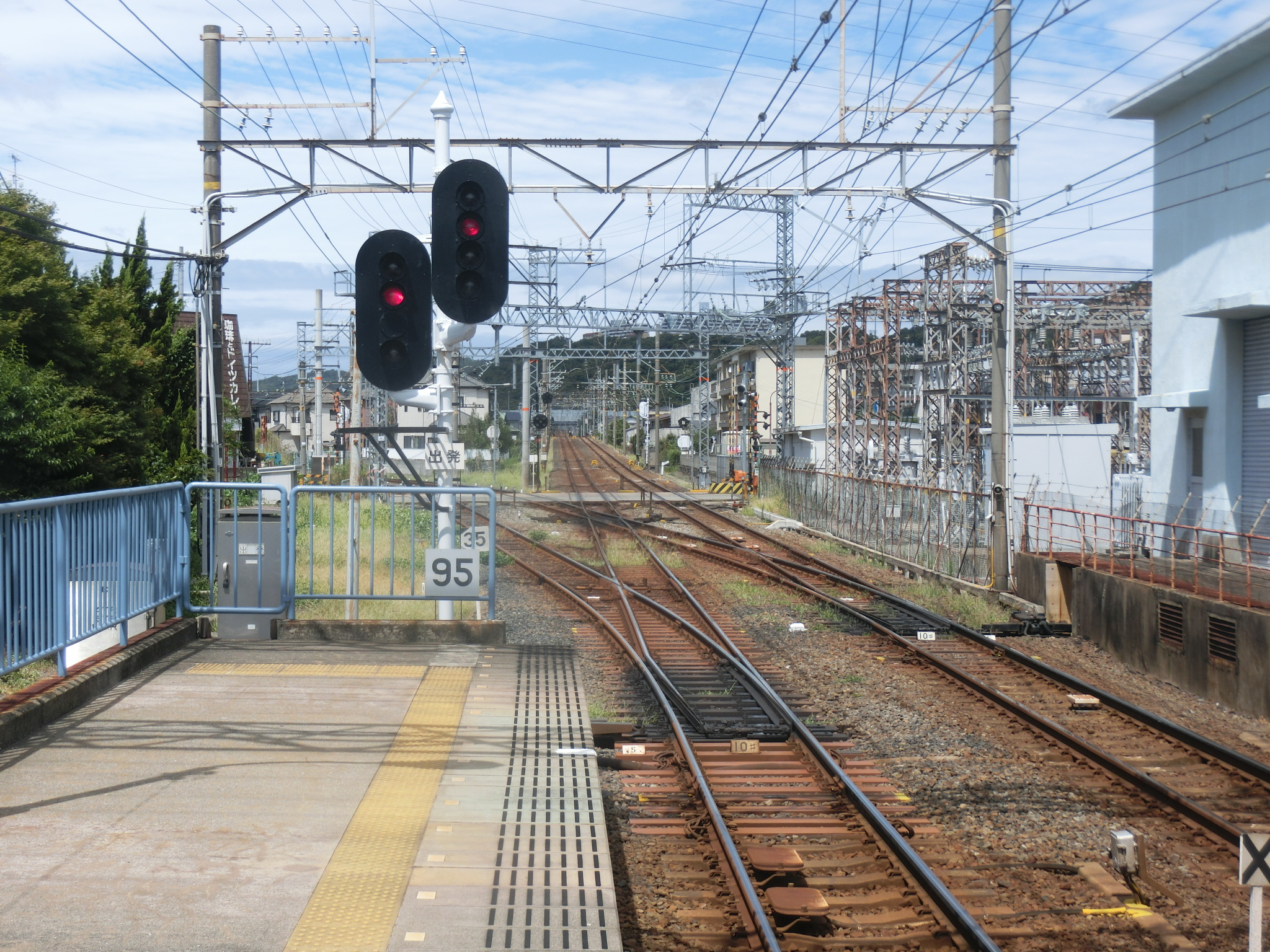
加太線（左）と南海本線（右）の分岐

相対式2面2線のホームを持つ地上駅。南海本線と加太線は、ホームの難波駅寄りで平面分岐している。
1番ホーム側に駅舎と改札、車椅子対応トイレがある。2つのホームは跨線橋で結ばれているが、エレベーターが無く1番ホームのみバリアフリーになっている。

### のりば
| のりば | 路線   | 方向 | 行先                 |
| ------ | ------ | ---- | -------------------- |
| 1      | 南海線 | 下り | 和歌山市行き         |
| 1      | 加太線 | 上り | 和歌山市行き         |
| 2      | 南海線 | 上り | なんば・関西空港方面 |
| 2      | 加太線 | 下り | 加太方面             |

南海本線と加太線は進行方向毎にホームを共有している。
| ← 南海本線 難波方面                                          | 紀ノ川駅配線図    | → 南海本線 和歌山市方面 |
|                                                              | ↓ 加太線 加太方面 |                         |
| 凡例 出典:鉄道ピクトリアル 2008年8月臨時増刊「南海電気鉄道」 |                   |                         |

## 利用状況
2024年（令和6年）度の1日平均乗降人員は2,597人で、南海の駅（100駅）では63位である。
| 年度               | 1日平均 乗降人員 | 順位 | 出典         |
| ------------------ | ---------------- | ---- | ------------ |
| 2000年（平成12年） | 3,478            |      | [ 県統計 1 ] |
| 2001年（平成13年） | 3,304            |      | [ 県統計 1 ] |
| 2002年（平成14年） | 3,199            |      | [ 県統計 1 ] |
| 2003年（平成15年） | 2,857            |      | [ 県統計 1 ] |
| 2004年（平成16年） | 2,639            |      | [ 県統計 1 ] |
| 2005年（平成17年） | 2,557            |      | [ 県統計 1 ] |
| 2006年（平成18年） | 2,480            |      | [ 県統計 1 ] |
| 2007年（平成19年） | 2,423            |      | [ 県統計 1 ] |
| 2008年（平成20年） | 2,393            |      | [ 県統計 1 ] |
| 2009年（平成21年） | 2,391            |      | [ 県統計 1 ] |
| 2010年（平成22年） | 2,401            |      | [ 県統計 1 ] |
| 2011年（平成23年） | 2,413            |      | [ 県統計 1 ] |
| 2012年（平成24年） | 2,471            | 65位 | [ 県統計 1 ] |
| 2013年（平成25年） | 2,586            | 64位 | [ 県統計 1 ] |
| 2014年（平成26年） | 2,953            | 63位 | [ 県統計 1 ] |
| 2015年（平成27年） | 2,968            | 64位 | [ 県統計 2 ] |
| 2016年（平成28年） | 2,916            | 63位 | [ 県統計 3 ] |
| 2017年（平成29年） | 2,829            | 63位 | [ 県統計 4 ] |
| 2018年（平成30年） | 2,823            | 63位 | [ 南海 2 ]   |
| 2019年（令和元年） | 2,786            | 63位 | [ 県統計 5 ] |
| 2020年（令和02年） | 2,272            | 63位 | [ 県統計 6 ] |
| 2021年（令和03年） | 2,259            | 63位 | [ 南海 3 ]   |
| 2022年（令和04年） | 2,427            | 63位 | [ 南海 3 ]   |
| 2023年（令和05年） | 2,548            | 63位 | [ 南海 1 ]   |
| 2024年（令和06年） | 2,597            | 63位 | [ 南海 1 ]   |

## 駅周辺
周囲は住宅が多い。なお、当駅から東へ3kmほど行くと阪和線（JR西日本）の六十谷駅がある。
- 和歌山県立和歌山北高等学校 - 駅東方
- 和歌山市立河北コミュニティセンター
- 紀ノ川駅前郵便局
- 紀陽銀行紀の川支店
- テレビ和歌山
- 紀の川タクシー
- マジオドライバーズスクール和歌山校
- 和歌山県道152号紀ノ川停車場線

### バス路線
和歌山県道152号線に「紀の川駅前」停留所があり、下記の路線が発着する。
和歌山バス
- 六十谷線（83系統・84系統）
  - 南海和歌山市駅行、川永団地行

## 隣の駅
南海電気鉄道
 南海本線
■特急サザン・■急行
通過
■区間急行・■普通
和歌山大学前駅 (NK43) - 紀ノ川駅 (NK44) - 和歌山市駅 (NK45)
 加太線（和歌山市 - 当駅間は南海本線）
和歌山市駅 (NK45) - 紀ノ川駅 (NK44) - （梶取信号所） - 東松江駅 (NK44-1)